# Trinity Bliss
Trinity Jo-Li Bliss (11 de maig de 2009) és una actriu, cantant i compositora estatunidenca, més destacada pel seu paper de Tuktirey a la franquícia Avatar de James Cameron.

## Carrera
El 2017, Bliss va ser elegida per interpretar a Tuktirey a les seqüeles Avatar de James Cameron, el 2022 es va estrenar Avatar: El sentit de l'aigua.
Des del 2021, ha penjat versions de cançons i fins i tot ha cantat algunes cançons pròpies. El seu àlbum d'estudi debut, Confessions of a Preteen, es publica el 20 de gener de 2023.